# Колодежи (Курская область)
Коло́дежи — деревня в Глушковском районе Курской области. Входит в состав Марковского сельсовета.

## География
Деревня находится на реке Сейм и её притоке Колодеж, в 3 км от российско-украинской границы, в 135 км к юго-западу от Курска, в 23 км к северо-западу от районного центра — посёлка городского типа Глушково, в 2 км от центра сельсовета — села Дроновка.
Климат
Колодежи, как и весь район, расположено в поясе умеренно континентального климата с тёплым летом и относительно тёплой зимой (Dfb в классификации Кёппена).
Часовой пояс
Деревня Колодежи, как и вся Курская область, находится в часовой зоне МСК (московское время). Смещение применяемого времени относительно UTC составляет +3:00.

## Население
| 2002 | 2010 |
| ---- | ---- |
| 150  | ↘91  |

## Инфраструктура
Личное подсобное хозяйство. В деревне 50 домов.

## Транспорт
Колодежи находится в 8,5 км от автодороги регионального значения 38К-040 (Хомутовка — Рыльск — Глушково — Тёткино — граница с Украиной), в 1 км от автодороги межмуниципального значения 38Н-123 (Карыж — ст. Неониловка возле одноимённого села — граница с Украиной), на автодороге 38Н-124 (38Н-123 — Колодежи), в 5 км от ближайшего ж/д остановочного пункта Неониловка (линия Хутор-Михайловский — Ворожба).
В 180 км от аэропорта имени В. Г. Шухова (недалеко от Белгорода).